# Norman I. Platnick
Norman I. Platnick, Norman Ira Platnick, född 30 december 1951 i Bluefield, West Virginia, död 8 april 2020, var en amerikansk araknolog. Han har beskrivit tusentals spindlar runt hela världen. Platnick är ansvarig för World Spider Catalog, och anses vara sin generations främsta araknolog.
Auktorsnamnet Norman I. Platnick kan användas för Norman I. Platnick i samband med ett vetenskapligt namn inom zoologin; se Wikipedia-artiklar som länkar till auktorsnamnet.